# 世界クロスカントリー選手権大会
世界クロスカントリー選手権大会（せかいクロスカントリーせんしゅけんたいかい、英: World Athletics Cross Country Championships）はワールドアスレティックスが主催するクロスカントリー競走の国際競技大会である。現在は2年ごとに開催されている。通称「世界クロカン」。

## 概要
毎年春に開催されていたが、2011年から2年ごとに開催されている。
1903年に国際クロスカントリー選手権として開始。1973年に国際陸連主催の世界選手権に生まれ変わる。第1回はベルギーのワレゲムで男子（12km）、女子（8km）、ジュニア男子（8km）の3種目を実施。1989年にジュニア女子（6km）が加わった。1998年から2006年まではショート種目（4km）も行われた。2006年大会はアジアで初めて日本の福岡で開催された。2017年から混合リレー（4人×2km）が行われている。

## 現在の実施種目
- シニア男子（10km）
- シニア女子（10km）
- U20男子（8km）
- U20女子（6km）
- 混合リレー（4人×2km）

個人種目では個人順位の他に、上位4名の合計順位による団体順位も付けられる。

## 大会一覧
| 回数 | 開催日             | 開催国           | 開催地               | 会場                                |
| ---- | ------------------ | ---------------- | -------------------- | ----------------------------------- |
| 1    | 1973年3月17日      | ベルギー         | ワレヘム             | ワレヘム競馬場                      |
| 2    | 1974年3月16日      | イタリア         | モンツァ             | モンツァ公園                        |
| 3    | 1975年3月16日      | モロッコ         | ラバト               | スイシ競馬場                        |
| 4    | 1976年2月28日      | イギリス         | チェプストウ         | チェプストウ競馬場                  |
| 5    | 1977年3月20日      | 西ドイツ         | デュッセルドルフ     | デュッセルドルフ競馬場              |
| 6    | 1978年3月25日      | イギリス         | グラスゴー           | ベラハウストンパーク                |
| 7    | 1979年3月25日      | アイルランド     | リムリック           | グリーンパーク競馬場                |
| 8    | 1980年3月9日       | フランス         | パリ                 | パリロンシャン競馬場                |
| 9    | 1981年3月28日      | スペイン         | マドリード           | サルスエラ競馬場                    |
| 10   | 1982年3月21日      | イタリア         | ローマ               | カパネッレ競馬場                    |
| 11   | 1983年3月20日      | イギリス         | ゲーツヘッド         | リバーサイドパーク                  |
| 12   | 1984年3月25日      | アメリカ合衆国   | イーストラザフォード | メドウランズ競馬場                  |
| 13   | 1985年3月24日      | ポルトガル       | リスボン             | ジャモル国立スポーツセンター        |
| 14   | 1986年3月23日      | スイス           | コロンビエ           | プラネイズ                          |
| 15   | 1987年3月22日      | ポーランド       | ワルシャワ           | スウジェビエツ競馬場                |
| 16   | 1988年3月26日      | ニュージーランド | オークランド         | エラズリー競馬場                    |
| 17   | 1989年3月19日      | ノルウェー       | スタヴァンゲル       | Scanvest Ring                       |
| 18   | 1990年3月25日      | フランス         | エクス＝レ＝バン     | エクス＝レ＝バン競馬場              |
| 19   | 1991年3月24日      | ベルギー         | アントウェルペン     | リンケルーフェル                    |
| 20   | 1992年3月21日      | アメリカ合衆国   | ボストン             | フランクリンパーク                  |
| 21   | 1993年3月28日      | スペイン         | アモレビエタ         | Jauregibarria Parkea                |
| 22   | 1994年3月26日      | ハンガリー       | ブダペスト           | キンチェムパーク                    |
| 23   | 1995年3月25日      | イギリス         | ダラム               | ダラム大学                          |
| 24   | 1996年3月23日      | 南アフリカ共和国 | ステレンボッシュ     | ダニー・クレイブン・スタジアム      |
| 25   | 1997年3月23日      | イタリア         | トリノ               | ヴァレンティーノ公園                |
| 26   | 1998年3月21日-22日 | モロッコ         | マラケシュ           | メナラ庭園                          |
| 27   | 1999年3月27日-28日 | イギリス         | ベルファスト         | バーネット・デメスネ                |
| 28   | 2000年3月18日-19日 | ポルトガル       | ヴィラモウラ         | ヴィラモウラ公園                    |
| 29   | 2001年3月24日-25日 | ベルギー         | オーステンデ         | ウェリントン競馬場                  |
| 30   | 2002年3月23日-24日 | アイルランド     | ダブリン             | レパーズタウン競馬場                |
| 31   | 2003年3月29日-30日 | スイス           | ローザンヌ           | アヴァンシュ国立馬術研究所          |
| 32   | 2004年3月20日-21日 | ベルギー         | ブリュッセル         | オッセゲム公園                      |
| 33   | 2005年3月19日-20日 | フランス         | サン＝ガルミエ       | サン＝ガルミエ競馬場                |
| 34   | 2006年4月1日-2日   | 日本             | 福岡市               | 国営海の中道海浜公園                |
| 35   | 2007年3月24日      | ケニア           | モンバサ             | モンバサゴルフコース                |
| 36   | 2008年3月30日      | イギリス         | エディンバラ         | ホリールード公園                    |
| 37   | 2009年3月28日      | ヨルダン         | アンマン             | Al Bisharat Golf Course             |
| 38   | 2010年3月28日      | ポーランド       | ブィドゴシュチュ     | ミシレンチネック公園                |
| 39   | 2011年3月20日      | スペイン         | プンタ・ウンブリア   | Polideportivo Antonio Gil Hernández |
| 40   | 2013年3月24日      | ポーランド       | ブィドゴシュチュ     | ミシレンチネック公園                |
| 41   | 2015年3月28日      | 中国             | 貴陽市               | Guiyang horse racing circuit        |
| 42   | 2017年3月26日      | ウガンダ         | カンパラ             | コオロ独立公園                      |
| 43   | 2019年3月30日      | デンマーク       | オーフス             | モエスガード博物館                  |
| 44   | 2023年2月18日      | オーストラリア   | バサースト           | マウント・パノラマ・サーキット      |
| 45   | 2024年3月30日      | セルビア         | ベオグラード         | パーク・オブ・フレンドシップ        |
| 46   | 2026年1月10日      | アメリカ合衆国   | タラハシー           | アパラチー広域公園                  |

## 大会成績

### シニア個人
| 回数 | 年度 | 男子優勝者                            | 女子優勝者                                  |
| ---- | ---- | ------------------------------------- | ------------------------------------------- |
| 1    | 1973 | ペッカ・パイヴァリンタ · フィンランド | パオラ・ピニ イタリア                       |
| 2    | 1974 | エリック・デ・ベック ベルギー         | パオラ・ピニ イタリア                       |
| 3    | 1975 | イアン・スチュワート スコットランド   | ジュリー・ブラウン アメリカ合衆国           |
| 4    | 1976 | カルロス・ロペス ポルトガル           | カルメン・バレロ スペイン                   |
| 5    | 1977 | レオン・スコット ベルギー             | カルメン・バレロ スペイン                   |
| 6    | 1978 | ジョン・トレーシー アイルランド       | グレテ・ワイツ · ノルウェー                 |
| 7    | 1979 | ジョン・トレーシー アイルランド       | グレテ・ワイツ · ノルウェー                 |
| 8    | 1980 | クレイグ・ヴァージン アメリカ合衆国   | グレテ・ワイツ · ノルウェー                 |
| 9    | 1981 | クレイグ・ヴァージン アメリカ合衆国   | グレテ・ワイツ · ノルウェー                 |
| 10   | 1982 | モハメド・ケディル エチオピア         | マリチカ・プイカ · ルーマニア               |
| 11   | 1983 | ベケレ・デベレ エチオピア             | グレテ・ワイツ · ノルウェー                 |
| 12   | 1984 | カルロス・ロペス ポルトガル           | マリチカ・プイカ · ルーマニア               |
| 13   | 1985 | カルロス・ロペス ポルトガル           | ゾーラ・バッド イングランド                 |
| 14   | 1986 | ジョン・ヌグギ · ケニア               | ゾーラ・バッド イングランド                 |
| 15   | 1987 | ジョン・ヌグギ · ケニア               | アネット・サージェント フランス             |
| 16   | 1988 | ジョン・ヌグギ · ケニア               | イングリッド・クリスチャンセン · ノルウェー |
| 17   | 1989 | ジョン・ヌグギ · ケニア               | アネット・サージェント フランス             |
| 18   | 1990 | ハリド・スカー モロッコ               | リン・ジェニングス アメリカ合衆国           |
| 19   | 1991 | ハリド・スカー モロッコ               | リン・ジェニングス アメリカ合衆国           |
| 20   | 1992 | ジョン・ヌグギ · ケニア               | リン・ジェニングス アメリカ合衆国           |
| 21   | 1993 | ウィリアム・シゲイ · ケニア           | アルベルティーナ・ディアス ポルトガル       |
| 22   | 1994 | ウィリアム・シゲイ · ケニア           | ヘレン・チェプンゲノ · ケニア               |
| 23   | 1995 | ポール・テルガト · ケニア             | デラルツ・ツル エチオピア                   |
| 24   | 1996 | ポール・テルガト · ケニア             | ゲテ・ワミ エチオピア                       |
| 25   | 1997 | ポール・テルガト · ケニア             | デラルツ・ツル エチオピア                   |
| 26   | 1998 | ポール・テルガト · ケニア             | ソニア・オサリバン アイルランド             |
| 27   | 1999 | ポール・テルガト · ケニア             | ゲテ・ワミ エチオピア                       |
| 28   | 2000 | モハメッド・ムーリト ベルギー         | デラルツ・ツル エチオピア                   |
| 29   | 2001 | モハメッド・ムーリト ベルギー         | ポーラ・ラドクリフ イギリス                 |
| 30   | 2002 | ケネニサ・ベケレ エチオピア           | ポーラ・ラドクリフ イギリス                 |
| 31   | 2003 | ケネニサ・ベケレ エチオピア           | ウェルクネシュ・キダネ エチオピア           |
| 32   | 2004 | ケネニサ・ベケレ エチオピア           | ベニータ・ジョンソン オーストラリア         |
| 33   | 2005 | ケネニサ・ベケレ エチオピア           | ティルネシュ・ディババ エチオピア           |
| 34   | 2006 | ケネニサ・ベケレ エチオピア           | ティルネシュ・ディババ エチオピア           |
| 35   | 2007 | ゼルセナイ・タデッセ エリトリア       | ローナ・キプラガト オランダ                 |
| 36   | 2008 | ケネニサ・ベケレ エチオピア           | ティルネシュ・ディババ エチオピア           |
| 37   | 2009 | ゲブレ・ゲブレマリアム エチオピア     | フローレンス・キプラガト · ケニア           |
| 38   | 2010 | ジョセフ・エブヤ · ケニア             | エミリー・チェベト · ケニア                 |
| 39   | 2011 | イマネ・メルガ エチオピア             | ビビアン・チェルイヨット · ケニア           |
| 40   | 2013 | ジャフェット・コリル · ケニア         | エミリー・チェベト · ケニア                 |
| 41   | 2015 | ジョフリー・カムウォロル · ケニア     | アグネス・ジェベト・ティロップ · ケニア     |
| 42   | 2017 | ジョフリー・カムウォロル · ケニア     | アイリーン・チェプタイ · ケニア             |
| 43   | 2019 | ジョシュア・チェプテゲイ ウガンダ     | ヘレン・オビリ · ケニア                     |
| 44   | 2023 | ジェイコブ・キプリモ ウガンダ         | ベアトリス・チェベト · ケニア               |
| 45   | 2024 | ジェイコブ・キプリモ ウガンダ         | ベアトリス・チェベト · ケニア               |

### 男子シニア団体
| 回数 | 年度 | 優勝             | 2位          | 3位              |
| ---- | ---- | ---------------- | ------------ | ---------------- |
| 1    | 1973 | ベルギー         | ソビエト連邦 | ニュージーランド |
| 2    | 1974 | ベルギー         | イングランド | フランス         |
| 3    | 1975 | ニュージーランド | イングランド | ベルギー         |
| 4    | 1976 | イングランド     | ベルギー     | フランス         |
| 5    | 1977 | ベルギー         | イングランド | ソビエト連邦     |
| 6    | 1978 | フランス         | アメリカ     | イングランド     |
| 7    | 1979 | イングランド     | アイルランド | ソビエト連邦     |
| 8    | 1980 | イングランド     | アメリカ     | ベルギー         |
| 9    | 1981 | エチオピア       | アメリカ     | ケニア           |
| 10   | 1982 | エチオピア       | イングランド | ソビエト連邦     |
| 11   | 1983 | エチオピア       | アメリカ     | ケニア           |
| 12   | 1984 | エチオピア       | アメリカ     | ポルトガル       |
| 13   | 1985 | エチオピア       | ケニア       | アメリカ         |
| 14   | 1986 | ケニア           | エチオピア   | アメリカ         |
| 15   | 1987 | ケニア           | イングランド | エチオピア       |
| 16   | 1988 | ケニア           | エチオピア   | フランス         |
| 17   | 1989 | ケニア           | イギリス     | エチオピア       |
| 18   | 1990 | ケニア           | エチオピア   | スペイン         |
| 19   | 1991 | ケニア           | エチオピア   | スペイン         |
| 20   | 1992 | ケニア           | フランス     | イギリス         |
| 21   | 1993 | ケニア           | エチオピア   | ポルトガル       |
| 22   | 1994 | ケニア           | モロッコ     | エチオピア       |
| 23   | 1995 | ケニア           | モロッコ     | スペイン         |
| 24   | 1996 | ケニア           | モロッコ     | エチオピア       |
| 25   | 1997 | ケニア           | モロッコ     | エチオピア       |
| 26   | 1998 | ケニア           | エチオピア   | モロッコ         |
| 27   | 1999 | ケニア           | エチオピア   | ポルトガル       |
| 28   | 2000 | ケニア           | エチオピア   | ポルトガル       |
| 29   | 2001 | ケニア           | フランス     | アメリカ         |
| 30   | 2002 | ケニア           | エチオピア   | モロッコ         |
| 31   | 2003 | ケニア           | エチオピア   | モロッコ         |
| 32   | 2004 | エチオピア       | ケニア       | エリトリア       |
| 33   | 2005 | エチオピア       | ケニア       | カタール         |
| 34   | 2006 | ケニア           | エリトリア   | エチオピア       |
| 35   | 2007 | ケニア           | モロッコ     | ウガンダ         |
| 36   | 2008 | ケニア           | エチオピア   | カタール         |
| 37   | 2009 | ケニア           | エチオピア   | エリトリア       |
| 38   | 2010 | ケニア           | エリトリア   | エチオピア       |
| 39   | 2011 | ケニア           | エチオピア   | ウガンダ         |
| 40   | 2013 | エチオピア       | アメリカ     | ケニア           |
| 41   | 2015 | エチオピア       | ケニア       | バーレーン       |
| 42   | 2017 | エチオピア       | ケニア       | ウガンダ         |
| 43   | 2019 | ウガンダ         | ケニア       | エチオピア       |
| 44   | 2023 | ケニア           | エチオピア   | ウガンダ         |
| 45   | 2024 | ケニア           | ウガンダ     | エチオピア       |

### 女子シニア団体
| 回数 | 年度 | 優勝       | 2位        | 3位      |
| ---- | ---- | ---------- | ---------- | -------- |
| 43   | 2019 | エチオピア | ケニア     | ウガンダ |
| 44   | 2023 | ケニア     | エチオピア | ウガンダ |
| 45   | 2024 | ケニア     | エチオピア | ウガンダ |

### シニア・ショート
男女とも1998年から2006年まで開催されていた。
| 回数 | 年度 | 男子優勝者                  | 女子優勝者                        |
| ---- | ---- | --------------------------- | --------------------------------- |
| 26   | 1998 | ジョン・キボーエン · ケニア | ソニア・オサリバン アイルランド   |
| 27   | 1999 | ベンジャミン・リモ · ケニア | ジャクリーン・マランガ · ケニア   |
| 28   | 2000 | John Kibowen · ケニア       | Kutre Dulecha エチオピア          |
| 29   | 2001 | Enock Koech · ケニア        | ゲテ・ワミ エチオピア             |
| 30   | 2002 | ケネニサ・ベケレ エチオピア | エディス・マサイ · ケニア         |
| 31   | 2003 | ケネニサ・ベケレ エチオピア | エディス・マサイ · ケニア         |
| 32   | 2004 | ケネニサ・ベケレ エチオピア | エディス・マサイ · ケニア         |
| 33   | 2005 | ケネニサ・ベケレ エチオピア | ティルネシュ・ディババ エチオピア |
| 34   | 2006 | ケネニサ・ベケレ エチオピア | ゲレテ・ブルカ エチオピア         |

### 男子U20団体
| 回数 | 年度 | 優勝       | 2位        | 3位      |
| ---- | ---- | ---------- | ---------- | -------- |
| 43   | 2019 | エチオピア | ウガンダ   | ケニア   |
| 44   | 2023 | ケニア     | エチオピア | アメリカ |
| 45   | 2024 | ケニア     | エチオピア | ウガンダ |

### 女子U20団体
| 回数 | 年度 | 優勝       | 2位        | 3位      |
| ---- | ---- | ---------- | ---------- | -------- |
| 43   | 2019 | エチオピア | ケニア     | 日本     |
| 44   | 2023 | エチオピア | ケニア     | アメリカ |
| 45   | 2024 | ケニア     | エチオピア | ウガンダ |

### 混合リレー
| 回数 | 年度 | 優勝       | 2位        | 3位            |
| ---- | ---- | ---------- | ---------- | -------------- |
| 42   | 2017 | ケニア     | エチオピア | トルコ         |
| 43   | 2019 | エチオピア | モロッコ   | ケニア         |
| 44   | 2023 | ケニア     | エチオピア | オーストラリア |
| 45   | 2024 | ケニア     | エチオピア | イギリス       |